# Johann Gustav von Struve
Johann Christoph Gustav von Struve (* 26. September 1763 in Regensburg; † 6. Mai 1828 in Karlsruhe) war ein deutscher Diplomat im Dienst des Russischen Kaiserreichs.

## Leben
Die Familie Struve stammte aus dem Raum Magdeburg. Struve war der Sohn von Sophie Dorothea Reimers und Anton Sebastian von Struve, ebenfalls ein Diplomat im Dienste des Russischen Kaiserreichs und als solcher russischer Gesandter beim Reichstag in Regensburg, der in russischen Diensten den erblichen Adelstitel erlangt hatte.
Struve hatte sieben Geschwister, darunter Heinrich von Struve. Seine Ausbildung absolvierte er zusammen mit seinem Bruder Georg an der Karlsakademie in Stuttgart (1777–1780) und danach an der Universität Erlangen. Bereits 1782 wurde er bei der russischen Botschaft in Warschau angestellt, wo er acht Jahre unter Graf Stackelberg arbeitete. 1790 wurde er Titularrat und kam zu seinem Vater an die russische Gesandtschaft in Regensburg. 1798 wurde er zum Hofrat befördert und 1799 zur russischen Botschaft in München versetzt. 1803 gehörte er zur russischen Gesandtschaft bei der Reichsdeputation, die den Reichsdeputationshauptschluss ausarbeitete. Nach einem kurzen Einsatz in der russischen Botschaft in Holland (1808), ließ er sich 1809 nach Stuttgart versetzen. Während der napoleonischen Kriege musste er sich aus den Rheinbundstaaten zurückziehen und wurde mit verschiedenen Missionen in Österreich und Deutschland betraut. 1815 kehrte er nach Stuttgart zurück. 1817 wurde er zum russischen Gesandten in Karlsruhe ernannt – eine Stellung, die er 11 Jahre bis zu seinem Tode beibehielt. 1820 wurde er mit dem russischen Orden der Heiligen Anna und 1825 mit dem Orden des Heiligen Wladimir für seine langjährigen Dienste ausgezeichnet.

## Ehe und Nachkommen
Struve heiratete am 18. Mai 1793 Friederike Hochstetter von Hochenstatt, die Tochter des württembergischen Kirchenratsdirektors. 10 Kinder (fünf Söhne und fünf Töchter) überlebten ihn (zwei starben schon im Kindesalter):
- Elise (* 1795; † 1844)
- Anton (* 1797; † 1846) – russischer Kollegienrat und erster Gesandtschaftssekretär beim deutschen Bundestag in Frankfurt am Main
- Amand (* 1798; † 1867) – russischer Hofrat und erster Gesandtschaftssekretär bei der Gesandtschaft in Bern
- Sophie (* 1801; † 1864)
- Georg Heinrich Christoph Franz (* 1802) – kaiserlich-königlicher Forstmeister in Gensionwo im Königreich Polen
- Katharina (* 1803; † 1855)
- Gustav Karl Johann Christian (* 1805; † 1870) – Politiker, Rechtsanwalt, Publizist und Revolutionär 1848/1849
- Friederike (* 1807)
- Philippine (* 1809)
- Heinrich (* 1812) – Gutsbesitzer in Fröschen im Großherzogtum Posen